# Symplecta tridenticulata
Symplecta tridenticulata là một loài ruồi trong họ Limoniidae. Chúng phân bố ở miền Cổ bắc.